# ドラえもん3 魔界のダンジョン
『ドラえもん3 魔界のダンジョン』（ドラえもんスリー まかいのダンジョン）は、エポック社が2000年12月14日に発売したPlayStation用ソフト。『ドラえもん』を原作としたキャラクターゲーム。発売元はエポック社で、PocketStation対応作品である。

## 概要
ドラえもんを題材としたPlayStation用ソフトの第3作。ドラえもんのコンピュータゲームにおいて唯一のローグライクゲーム。やり込み要素が豊富。

## 物語
学校では先生に叱られ、自宅でもママに叱られ、ジャイアンやスネ夫に馬鹿にされ、挙句の果てにしずかが出木杉と仲良くしている姿を目撃する。こんな生活が嫌になったのび太に泣きつかれたドラえもんは、どこでもホールでのび太が家出する為の秘密の場所を作ろうとするが、いつもの空き地の地下に巨大な洞窟を発見する。その洞窟の奥にあった古ぼけた祭壇をドラえもんがひみつ道具で復元し、カードゲームの真似をして呪文を唱えると、不思議な生物が現れる。
不思議な生物「ビット」と仲良くなったドラえもんとのび太は、その後強引に仲間に入ってきたジャイアンたちと共にその洞窟でダンジョンごっこで遊ぶ。ところが突然おぞましい魔物たちが蘇り、ドラえもんを含むのび太以外の全員がさらわれる。のび太は仲間を救うため、ダンジョンへと冒険に旅立つ。

## 登場人物

### ドラえもん側
序盤はのび太とドラミ以外は全員さらわれており、救出しないと仲間に加わらない。
ドラえもん
声 - 大山のぶ代
中盤に行けるようになる裏山のダンジョンをクリアし救出すると仲間に加わる。
のび太
声 - 小原乃梨子
最初から使用できる仲間。
しずか
声 - 野村道子
魔道のダンジョンをクリアし救出すると仲間に加わる。
スネ夫
声 - 肝付兼太
彼が流行りのカードゲームを自慢したことがきっかけで今回の事件に発展する。魔獣のダンジョンをクリアし救出すると仲間に加わる。
ジャイアン
声 - たてかべ和也
精霊のダンジョンをクリアし救出すると仲間に加わる。
ドラミ
プレイヤーキャラではない。ドラえもんたちが全員倒れてゲームオーバーになった際にドラえもんたちを救出する。PocketStationを使ってドラえもんでダンジョン探索すると、アイテムがなくてピンチになった際救援物資を送ったりいろいろとサポートする。
ビット（デフォルト名）
祭壇から現れた本作オリジナルの謎の生物。ゲーム内におけるプレイヤーの分身で、ドラえもんたちと行動を共にする。プレイヤーが命名可能。

### クレタ人
祭壇でビットと共に復活した古代人。地球を侵略しようと企む。　

#### 四魔将
大魔道師アルデヒド率いる4人の将軍、それぞれ得意な攻撃を持ち合わせている。
フェノール
声 - 千々松幸子
四魔将の一人で魔道軍団の将軍。
ステータス異常の「眠り」を引き起こす魔法を多用する。高慢な性格で、口癖は「我が足元にひれ伏すが良い!」。
カルボキシ
声 - 江川央生
四魔将の一人で魔獣軍団の将軍。
パワーがある。腕に着けている鉄球にパワーを溜めて放つ、クリティカル攻撃が得意。
エステル
声 - 田中亮一
四魔将の一人で精霊軍団の将軍。
「ヒヒャ」という人を見下した口癖の示す通り、不遜且つ残忍な性格で戦いを好む。
戦闘では1ターンに2回も攻撃し時折相手を吹き飛ばす。
ケトン
声 - 大木民夫
四魔将の一人で人形軍団の将軍。
素早い上フェノール同様ステータス異常の魔法攻撃を多用する。
「プププ」という人の神経を逆撫でする笑い方をするが、根は臆病かつ挙動不審。

#### 大魔道師
アルデヒド
声 - 大木民夫
四魔将を治める大魔道師。
ダンジョンを暗躍し、戦闘の際は自身の分身を出して戦う。
名前の由来は「ホルムアルデヒド」から。

#### 暗黒大王
キシン
声 - 江川央生
クレタ人が信仰する暗黒大王。全てを葬る闇の力を備えている。

## フィールド&ダンジョン

### 町内
ドラえもんやのび太たちが居住する町。初めは自宅と空き地しか行けないが、シナリオを進めると学校と裏山へ行けるようになる。

#### 自宅
各人物の自宅があり、裏山のダンジョン以外は全てのび太の部屋にあるタイムマシンで行く。1階の居間にのび太のママがいる。

#### 空き地
いつもの空き地。ここにあるどこでもホールで秘密基地へ行く。

#### 学校
のび太たちが通う学校。ダンジョンはないが、サブイベントがいくつか起こる。

#### 裏山
のび太がよく行くところ。しずか、スネ夫、ジャイアンの3人を助けると、ドラえもんが捕らわれている「裏山のダンジョン」の入り口へ行けるようになる。

### ダンジョン
始まりの「祭壇のダンジョン」以外は取得したアイテムを持ち込めるが、ダンジョンによって個数が決まっている。

#### 祭壇のダンジョン
始まりのダンジョン、入り口は秘密基地のB3Fにある階段。ここで装備・アイテムの使い方、戦闘の仕方など基本システムを学ぶ。B7Fにたどり着くとドラえもんたちがさらわれるイベントが発生する。

#### 3つのダンジョン
しずか、スネ夫、ジャイアンが捕らえられているダンジョンを選び攻略する。ダンジョン攻略の順番はシナリオに影響しない。
魔道のダンジョン
しずかが捕われているダンジョン。ボスはフェノール。
魔獣のダンジョン
スネ夫が捕われているダンジョン。ボスはカルボキシ。
精霊のダンジョン
ジャイアンが捕われているダンジョン。ボスはエステル。

#### 秘密基地防衛戦1
ケトンが秘密基地に攻め入るイベント。

#### 裏山のダンジョン
ドラえもんが捕われているダンジョン。最初は入り口が無いので見つけるにはキャラクターを誰でも良いので選び野比家→源家→剛田家→骨川家の順に回り、空き地に行くと出木杉君が居るので話しかけると「学校と裏山は調べたかい？」とアドバイスしてくれるので学校へ行くと裏山へ行けるようになる。ボスはアルデヒト。

#### 秘密基地防衛戦2
四魔将が一斉に攻め入るイベント。

#### 2つのダンジョン
ビットを元の世界に戻すのに必要な鍵が収められているダンジョン。ボスは2人同時に戦う。
炎のダンジョン
赤い鍵が収められている。ボスはケトンとカルボキシ。
氷のダンジョン
青の鍵が収められている。ボスはフェノールとエステル。

#### アルデヒト大神殿
地下30階まであるダンジョン。四魔将とアルデヒトと戦う。

#### 秘密基地防衛戦3
ケトンの陰謀で祭壇で復活したキシンと決戦をする。

#### 開かずのダンジョン
地下99階まである隠しダンジョン。ボスはいない。アルデヒト大神殿の右下に入り口がある。

## システム

### ステータス
攻撃
攻撃力。武器を装備したりレベルアップすると攻撃力が上がる。
防御
防御力。防具を装備したりレベルアップすると上がる、また探索中アイテムを使えば一時的に増幅する。
満腹度
満腹具合を示す。時間が進むと徐々に減る。数値が0になり、そのまま空腹状態で探索すると、HPが徐々に減る。どら焼きを食べると回復するほか、どら焼き以外の食用アイテムでも多少回復する。
経験値
敵を倒して獲得した経験値を表示する。

### ステータス異常
敵から攻撃やワナにステータス異常に陥ることもある。数ターンで回復できる。
毒
かかると1ターンあたり2ポイントのHPが減る。時間経過で回復。
眠り
行動不能に陥り敵から攻撃されても起きない。時間経過で回復。
口チャック
トリホー、いかりトリホー、げきどトリホーの特殊攻撃により生じるステータス異常。口がチャックされた状態。食用アイテムが服用できなくなる。
怒り
怒り状態になって手当たり次第攻撃する。
笑い
笑い状態になる。また落ちているアイテムはすべてチューリップに見えるため判別不能になる。アイテムの使用も不可。
かなしばり
一定時間動けなくなる。
混乱
一定時間、移動や攻撃の方向が操作通りに動かなくなる。
目潰し
一定ターン周りが見えなくなる。

### アイテム
武器
装備する事で攻撃が上がる。ワナにより劣化することもある。
防具
装備する事で防御が上がる。ワナにより劣化することもある。
食用アイテム
口に入れて摂取するアイテム。ステータス異常で摂取できないこともある。
補助アイテム
攻撃や防御を上げたり、ワナに掛からなくなる効果を持つものもある。
通常アイテム
1回のみ使用できるもの、複数回使用できるものの2種類がある。
設置型アイテム
地面に設置して効果を得るアイテム。
たまご
食用だが、壁に投げて当てると割れて中からアイテムが出る。
人形
キャラクターの回りについて攻撃したり盾になってくれる。
秘密基地専用
秘密基地を増築した際使うアイテム。詳細は#秘密基地を参照。
イベント専用
シナリオとイベントを発生させるのに使うアイテム。

### 秘密基地
ドラえもん救出後に秘密基地を設置することになり、さまざまな機能が使えるようになる。探索で稼いだスコアを使って秘密基地の増築もできるようになり、基地内にあるタイムテレビでドラミから道具を購入することで機能が充実する。
しずか「畑部屋」
食用アイテムを栽培する部屋、「畑のレストラン」「植物改造エキス」を購入するとレアアイテムが栽培できる。
ジャイアン「工場部屋」
アイテムを製造する部屋、500マス増築すると武器と防具を強化できるようになる。「ホームミサイル製造法」を購入するとミサイル系アイテム、「くすり製造機」を購入すると強化系アイテムが製造でき購入可能。
スネ夫「銀行部屋」
お金を預けると、ダンジョン内で力尽きても所持金が減らないようになる。若干だが利息もつく。増築すると預けられる金額が増える。
のび太「倉庫部屋」
ダンジョン探索で入手した道具を保管する部屋。増築すると保管可能な数が増える。
「銀行」「倉庫」はネズミによりお金と道具が喰い荒らされて金額が減ったり道具が壊れるイベントが起きる。ドラミからセキュリティアイテムを購入するとそれを防ぐことができる。「ガードマンロボット」は50%だが、「ルームガードセット」は100%に防ぐ。

### 敵
敵は7種類の属性に分かれている、また出てくる敵はオリジナルに加え原作の大長編ドラえもんからも引用されている。
獣
生物は獣に分類される。
水
水系の敵。「水のこぎり」という武器を使えはダメージを多く与えられる。
鉱物
HPは高く防御力も優れている、「パワーつるはし」という武器を使えば一撃で倒せるが「パワーつるはし」は壊れる。
植物
植物系の敵。「ショックスティック」という武器がよく効く。
死霊
悪霊・ゾンビ系の敵。「天罰ムチ」が絶大に効く。
武器
攻撃力が高く手ごわい敵が多い。
その他
魔法を多用する敵が多い。

## 隠し要素
クリア後の特典やPocketStationを使った隠し要素がある。

### 開かずのダンジョン
エンディングを迎えると行けるダンジョン、ボスはいないが地下99階まである。最深部まで行くとあるアイテムが手に入る。入り口は魔界大迷宮にある。

### 「天罰ムチ」入手法
手ごわい死霊系の敵にまともに戦える唯一の武器。PocketStationでドラえもんと会話して仲良くなると入手できる。効果は3マス先にいる敵までダメージを与えられる。

### ドラミのサポート
PocketStationでセーブしてプレイすると、ダンジョン探索中にドラミがタイムテレビでの通信で、アイテムがある隠し部屋のありかや、透明になって敵に気づかれなくなるアイテム「透明マント」のありかを教えてくれる。またドラえもんでダンジョン探索し地下4階以下で10%の確率だが、アイテムがなくてピンチになった際に救援物資を送ったり色々とサポートしてくれる。